# Padule di Fucecchio
Il Padule di Fucecchio è la più estesa palude interna italiana. Ampia circa 2 000 ettari, si sviluppa tra le province di Firenze, Pistoia, Lucca e Pisa. La grande maggioranza dell'area è situata nella zona della Valdinievole, quindi a sud dell'Appennino Pistoiese, fra il Montalbano e le Colline delle Cerbaie raccogliendo tutti i corsi d'acqua delle colline circostanti; presenta come unico emissario il canale dell'Usciana che defluisce in Arno. Il padule si trova ad un'altitudine di mt. 13 su livello del mare ed è mt. 5 più in basso delle piene dell'Arno che arrivano a mt. 18 sul livello del mare allo sbocco dell'Usciana.

## Caratterizzazione naturalistica
Grazie alla ricchezza della flora e della fauna e le particolarità idrogeologiche e paesaggistiche, il territorio del Padule è tutelato da due distinte aree naturali protette:
- la riserva naturale Padule di Fucecchio (FI) (EUAP 1029)
- la riserva naturale Padule di Fucecchio (PT) (EUAP 0397).

Dal 2013 il Padule di Fucecchio, unitamente ad altre 6 aree umide toscane, fa parte del novero delle zone umide di importanza internazionale in base alla Convenzione di Ramsar: il decreto ministeriale è stato pubblicato sulla Gazzetta ufficiale europea del 12 novembre 2013.
Il territorio rappresenta un'attrazione turistica notevole, sia dal punto di vista florofaunistico (birdwatching) che paesaggistico.
A Castelmartini (Frazione di Larciano) si trova il Centro di ricerca, documentazione e promozione del Padule di Fucecchio,
Attualmente, la zona è gestita da due organismi ben definiti, con diversi compiti, attribuzioni e responsabilità:
- il Consorzio di bonifica del Padule di Fucecchio, ente locale di diritto pubblico con compiti prettamente tecnici e prevalentemente finalizzati alla manutenzione delle aree verdi, finanziato direttamente mediante sistema di tassazione diretta da tutti i cittadini abitanti nei comuni di Buggiano, Chiesina Uzzanese, Marliana, Massa e Cozzile, Monsummano Terme, Montecatini Terme, Pescia, Pieve a Nievole, San Marcello Piteglio, Lamporecchio, Ponte Buggianese, Serravalle Pistoiese, Uzzano, Larciano, Cerreto Guidi, Fucecchio, Vinci, Capraia e Limite, Altopascio, Montecarlo, Capannori, Castelfranco di Sotto, Santa Croce sull'Arno, Santa Maria a Monte, Calcinaia;
- il Centro di ricerca, documentazione e promozione del Padule di Fucecchio, con compiti prettamente scientifici e divulgativi nell'ottica della conservazione e valorizzazione dell'area del Padule e del lago di Sibolla. È costituito da rappresentanti di enti pubblici e associazioni ed è finanziato con fondi provenienti dai bilanci dei suddetti Comuni e della Provincia di Pistoia. Il Centro produce materiale scientifico e divulgativo, organizzando al tempo stesso visite didattiche e turistiche e gestisce il laboratorio per l'educazione ambientale nel Padule di Fucecchio, che promuove itinerari didattici di tipo naturalistico e storico ambientale.

## Storia
Data la sua particolare morfologia, il Padule di Fucecchio ha sempre avuto nei secoli una grandissima importanza strategica ed ha rappresentato un sistema naturale di difesa contro le invasioni o le minacce che le popolazioni dei luoghi si sono trovate ad affrontare. Durante la seconda Guerra Mondiale la zona fu teatro di uno dei più crudeli eccidi di civili ad opera dell'esercito nazista.

### Il Padule nel Medioevo e nel Rinascimento

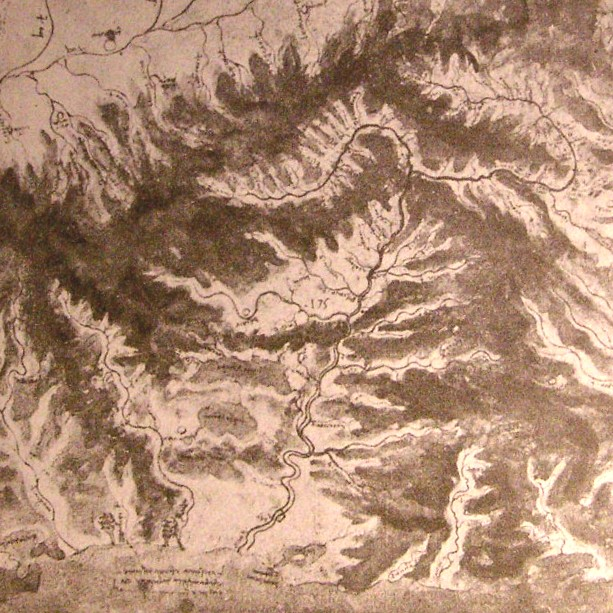
Leonardo da Vinci - la valle dell'Arno. In basso a sinistra è rappresentata la zona del Padule di Fucecchio

Nel periodo che va dal VI al XIV secolo, il territorio del Padule è rimasto essenzialmente caratterizzato come zona acquitrinosa, paludosa, da cui le popolazioni tendevano ad allontanarsi fondando insediamenti lungo la cintura collinare circostante. Esso passò alla Repubblica fiorentina nel 1328 dopo essere stato lungamente territorio della Repubblica di Lucca. Agli inizi del XV secolo iniziò un periodo storico (che, praticamente, non si è ancora concluso) durante il quale il territorio del Padule è stato caratterizzato alternativamente come risorsa militare difensiva strategica, bacino riservato alla pesca e territorio ad uso agricolo.
Nei primi due casi, il territorio doveva essere allagato, mentre nel terzo doveva essere bonificato, per strappare i terreni all'acqua, con un continuo costruire di dighe, mulini, pescaie per poi demolirle e ricostruirle secondo le esigenze periodiche.
Un primo parziale intervento fu effettuato da Cosimo il Vecchio de' Medici (1435) che fece erigere una pescaia in pietre a Ponte a Cappiano per creare un lago pescoso per le esigenze della città di Firenze, creando un "Lago Novo" allagando la campagna fino a Santa Croce sull'Arno e Castelfranco. 
Nonostante le ripetute proteste dei contadini e dei proprietari terrieri, afflitti dalla fame per le terre coltivabili sommerse, Cosimo I de' Medici commissionò, nel 1549, a Luca Martini la sistemazione idrica definitiva del lago per farne un vasto bacino riservato alla pesca. Martini propose di alleggerire la portata della Usciana, l'emissario del lago, con la costruzione della chiusa di Ponte a Cappiano. Essa fu fortificata, in quanto infrastruttura di grande importanza strategica: con l'uso della chiusa, infatti, si regimava l'altezza dell'acqua nell'intero bacino del Padule.
Anche Leonardo da Vinci raffigura e menziona più volte il Padule di Fucecchio, sia nel disegno a inchiostro della Valdinievole del 5 agosto 1473 ubicato al Gabinetto dei disegni e delle stampe degli Uffizi, sia negli studi idrografici sul corso dell’Arno, il cui territorio, secondo la sua visione, era metà del grande progetto per la deviazione delle acque dell'Arno da Firenze attraverso Prato, Pistoia, Serravalle e la Val di Nievole, che interessava anche l'adiacente Lago di Bientina.
Intanto, il territorio iniziò a caratterizzarsi come via d'acqua per il trasporto di cose e persone, diventando principale infrastruttura di collegamento dei vari insediamenti che, nel frattempo, si stavano sviluppando nella cintura collinare. Tuttavia, alle carestie della popolazione circostante si aggiunsero le pestilenze diffuse specie a Buggiano e Montecatini (1550, 1554, 1557, 1635, 1636, 1642, 1707, 1717, 1725).

### Dal XVII secolo ai giorni nostri
L'alternata caratterizzazione del Padule di Fucecchio come territorio agricolo o come bacino lacustre e la conseguente regimazione delle acque continuò anche nei secoli successivi. Un autore seicentesco della zona, Ceseri Frullani di Cerreto Guidi, sosteneva la necessità di alzare il livello delle acque del lago, con vantaggi per la pesca e per la salubrità dell'aria. Fautore della bonifica della zona per fini agricoli, invece, fu un discepolo di Galileo Galilei, Vincenzo Viviani, che, nel 1670, analizzò alcuni immissari del lago, soprattutto il Pescia, proponendo deviazioni per il recupero di terreni da annettere alle "fattorie granducali" circostanti (del Terzo, e il vasto padule del Ramone e il laghetto dei Poggioni lungo la riva orientale. 
Tuttavia sarà necessario attendere i Lorena che persuasi dalle lamentele diffuse della popolazione decise di bonificare parte del lago divenuto fonte delle frequenti epidemie. Nel 1740 il matematico Tommaso Perelli ebbe l'incarico di aprire un canale parallelo a quello dell'Usciana, detto Antifosso per arginare meglio le acque ed eliminare i vasti acquitrini adiacenti, poi completato nel 1774 dal matematico Pietro Ferroni.  Tuttavia, le epidemie come la malaria stavano diventando endemiche imperversando in modo pi grave negli anni 1745, 1746, 1756 diffondendo grande mortalità. La Reggenza toscana  non porcedette tuttavia a demolire la pescaia di Ponte a Cappiano per abbassarele acque del lago. 

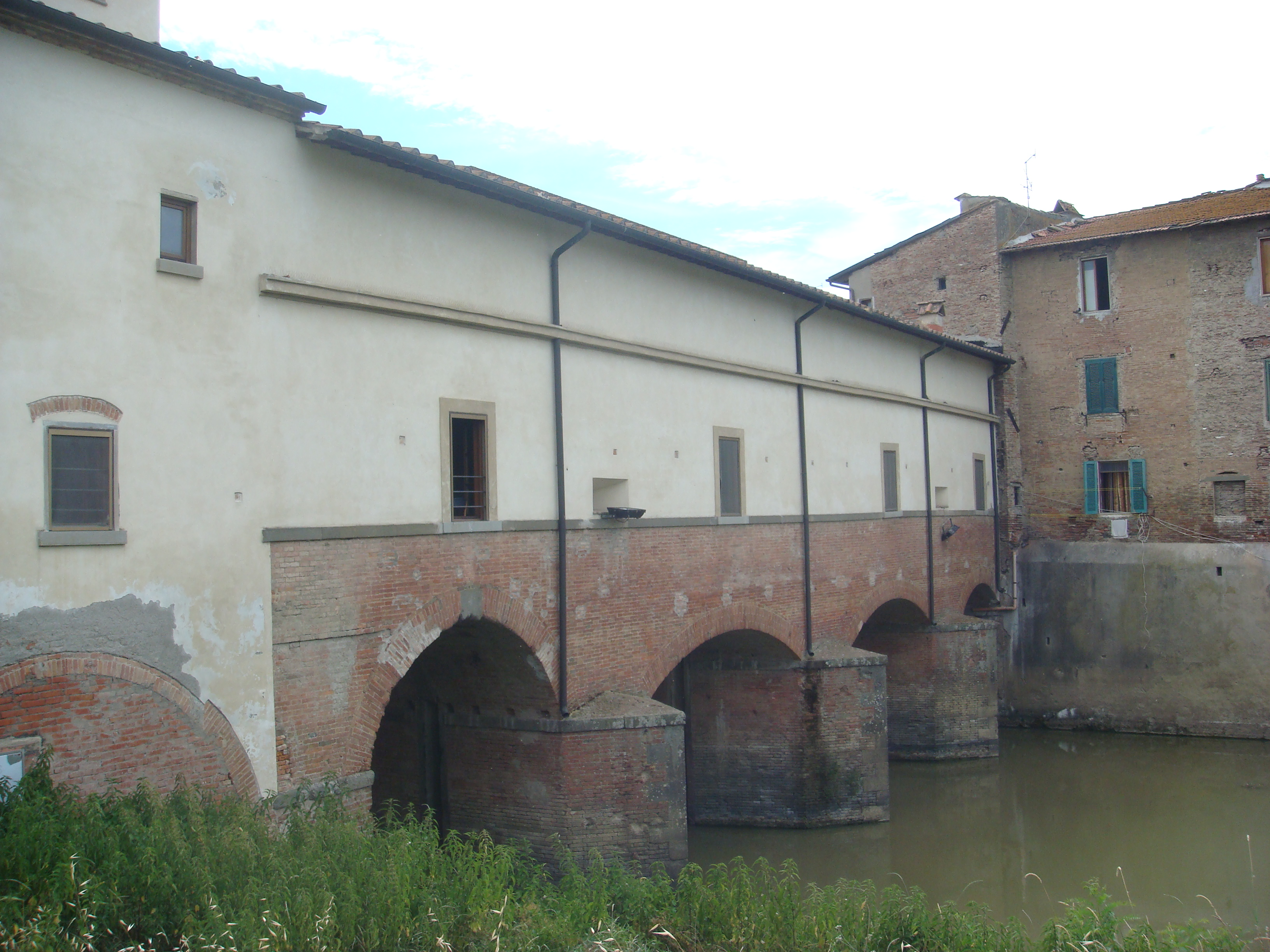
Cateratte di Ponte a Cappiano

A partire solo dal 1780, il Granduca di Toscana Pietro Leopoldo di Lorena si occupò dell'area, nell'ottica di una sua utilizzazione estensiva a fini agricoli, ed iniziò una radicale opera di bonifica che prevedeva, accanto all'escavazione di nuovi fossi e canali navigabili, l'abbattimento della chiusa di Ponte a Cappiano e la canalizzazione dei torrenti Nievole e Pescia. Fu creato per l'occasione un consorzio delle nuove comunità che usufruirono delle terre delle sette tenute circostanti venduta a privati dalla Corona con la privativa della pesca e dei profitti dei mulini.
Fu così ampliata e rettificata la rete di canali che percorreva il padule, permettendo anche ai navicelli di dimensioni più grandi di poterlo navigare per circa 10 mesi l'anno fino ai vari approdi esistenti con vantaggio per il commercio (canali di Sibolla, Pescia di Collodi, Capannone, Montecarlo, Altopascio, Navicelli, Pescia, Terzo, Confino, ecc.). Infatti il flusso commerciale via acqua dal porto di Livorno, risalendo l'Arno e l'Usciana poteva arrivare attraverso i vari canali resi in parte navigabili fino ai porticcioli delle Case, delle Morette, del Capannone per la tenuta dei marchesi Feroni o per il trasferimento delle merci via terra fino a Serravalle e Pistoia.
Una delle principali problematiche che, nel corso della storia, hanno colpito la zona del Padule è stata quella relativa alle piene dell'Arno, soprattutto per quanto concerne l'area a valle di Ponte a Cappiano. Dopo vari tentativi andati, più o meno, a vuoto, nel 1826 il Granduca Leopoldo II incaricò l'ingegnere Luigi Kindt di edificare un nuovo sistema di cateratte di Ponte a Cappiano.
Da ricordare, infine, un progetto di completo prosciugamento del Padule del 1860 (mai realizzato) a differenza di quanto accaduto nello stesso periodo per il limitrofo lago di Bientina e le bonifiche attuate sotto il regime fascista.
Nonostante il suo progressivo prosciugamento, il padule, specie lungo le direttive dei suoi canali, continuò ad avere numerosi approdi e porti palustri per il commercio ad uso anche delle ex fattorie granducali di Ponte a Cappiano, Stabbia, Montevettolini, Castelmartini, Terzo, Altopascio.
Si ricordano gli approdi sulla riva occidentale lungo il Canale del Capannone e adiacenze, partendo da Cappiano:
- di Ponte a Cappiano
- del Fagioli
- delle Case
- del Burello o Muraccio
- di Poggio Osanna
- del Mannucci
- il Porticciolo
- di Cavallaia sul canale del Capannone
- dei Noci sul canale del Capannone
- Porticcolo di Massarella sul canale del Capannone
- Porto Grande di Massarella sul canale del Capannone
- allo Stillo sul canale del Capannone (Tacchio)
- della Salanova, a sud dei fossi di Sibolla e del Pescia di Collodi
- di Sassobianco
- dei Pieracci sul fosso di Sibolla (fattoria di Altopascio)
- delle Pietre o del Lanchione
- del Capannone con dogana medicea presso la Paduletta; per uso della tenuta di Bellavista dei marchesi Feroni (1789)
- del Lanchione o delle Pietre
- dei Navicelli sul canale omonimo
- di Agnolone o delle Prata per Ponte Buggianese

e quelli sulla riva orientale lungo il canale del Terzo e adiacenze:
- del Grazzini
- del Madone
- del Calderaio o dei Massesi sul fosso omonimo
- dei Montecatinesi sul fosso del Calderaio
- del Porrione
- del Terzo sul canale omonimo, ad uso dell'omonima fattoria granducale
- de' Masoni (di Monsummano)
- alle Case presso il padule del Prataccio
- Porto Nuovo sul fosso di Aione, in uso per il podere granducale omonimo
- dell'Uggia (fattoria di Montevettolini dei marchesi Bartolommei)
- di Chiusi (fattoria di Castelmartini)
- delle Morette con scalo e moletto in pietra
- del Corniolo o di Fondo
- del Casin del Lillo
- di Brugnana sul fosso del Lago di Poggioni a sud del padule del Ramone
- di Guido
- di Stabbia (vecchio e nuovo; fattoria di Stabbia)
- delle Macine a Stabbia
- delle Pietre
- degli Alberelli (fattoria di Ponte a Cappiano)

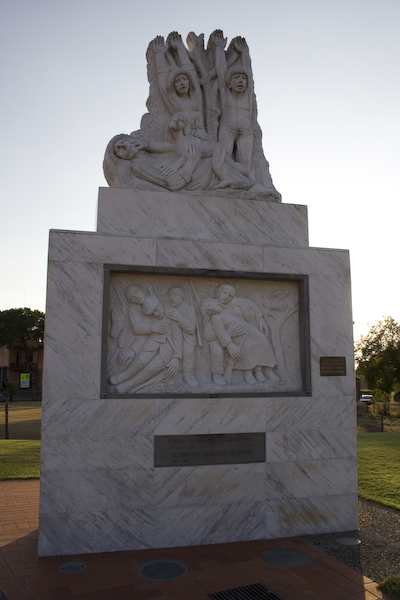
Il monumento dedicato all'eccidio del Padule di Fucecchio.

- alla Fornace
- dei Morelli
- della Capanna dei Pescatori
- di Fucecchio.

### Eccidio del Padule di Fucecchio
L'eccidio del Padule di Fucecchio ebbe luogo il 23 agosto 1944 quando la palude fu teatro di una delle più efferate stragi operate dai nazisti nel territorio italiano. Nel giro di poche ore, i militari nazisti del generale Crasemann uccisero 174 persone, rastrellate nei vari paesi della zona. Fra le vittime dell'eccidio 62 donne, 25 persone con oltre 60 anni, 16 al di sotto dei 18 anni, 10 al di sotto dei 10 anni, 8 al di sotto dei 2 anni. Tristissimo fu il caso della famiglia Malucchi, di Cintolese, che nell'eccidio perse 12 membri, fra cui tre bambine (Norma, Maria e Franca) sotto gli otto anni di età.
A perenne ricordo della tremenda strage, a Castelmartini, nel settembre 2002 fu inaugurato un monumento alla presenza del presidente della Repubblica Carlo Azeglio Ciampi.
Il Comune di Larciano, a ricordo dell'eccidio, è stato insignito della medaglia d'oro al valor civile.